# Ichneumon formosus
Ichneumon formosus är en stekelart som beskrevs av Johann Ludwig Christian Gravenhorst 1829. Ichneumon formosus ingår i släktet Ichneumon och familjen brokparasitsteklar. Arten är reproducerande i Sverige. Utöver nominatformen finns också underarten I. f. microcephalus.